# کریستفور سیس
کریستفور سیس (فرانسوی: Christopher Six‎؛ زادهٔ ۱۲ دسامبر ۱۹۸۵) سوارکار اهل فرانسه است.